# Toppdracena
Toppdracena (Cordyline stricta) är en växtart familjen trådliljeväxter från östra Australien. Toppdracena ibland som kruk- eller urnväxt i Sverige. 
Arten bildar buskar på upp till 4 meter. Bladen blir 30-60 cm långa och 1,5-2,5 cm breda, de är smalt lansettlika och gröna. Blomställningen är en pyramidformad, rikt förgreand vippa som kan bli 60 cm lång. Blommorna är nästa stjälklösa, hyllet blir cirka 7 mm och är blekt purpur med tillbakadragna flikar. De yttre tre fikarna är mycket mindre än de inre.

## Synonymer
Charlwoodia stricta Gopp. nom. inval.
Dracaena stricta Sims
Terminalis stricta (Sims) Kuntze
Cordyline stricta var. discolor Wiegand
Cordyline stricta var. grandis Wiegand